# Tiz órán át a vadászaton
A Tiz órán át a vadászaton szatirikus novellát 1881-ben írta Jules Verne. Először a Journal d'Amiens-ben jelent meg, a következő évben a szerző felolvasta az Académie d'Amiens-ben, majd Pierre-Jules Hetzel adta ki A zöld sugár regénnyel egy kötetben 1882-ben. Verne, szokásához híven, átdolgozta a könyvbeli változatot.
Jules Verne 1859-ben részt vett élete első és utolsó vadászatán, ahol majdnem meghalt, és egy csendőr kalapját is meglőtte.
Ha nem élte át a veszélyes utazások izgalmát, akkor gyakorolta-e a civilizált nemzetek sportját, szereti–e vadászatot, horgászatot, lovaglást, pólót vagy a labdajátékot? Jules Verne bevallotta nekem, hogy a halászat mindig kissé barbárnak tűnt számára, a vadászat pedig rémületet okoz neki. Csak egyszer vadászott, és lelőtte annak csendőrnek a kalapját, aki kinevezte a kiegészítő csendőrséghez.

## Tartalom
|  | Alább a cselekmény részletei következnek! |

A főhőst meghívják élete első vadászatára. Se puskája, se tudása, lelkesedése is hamar lelohad. Miközben profi vadásztársai lenézik csetlés-botlását, majdnem felrobban a kölcsönpuskája, söréttel megsebez egy parasztot, céltalanul pufogtat, és zárásul belelő egy bokorban megbúvó csendőrkalapra, és azt el is találja. Szerencséjére a tulajdonos levette a kalapját. Viszont kiderül, hogy a főhősnek nincs vadászengedélye, így meg is büntetik.
A tíz órába belefér az is, hogy megismerjük az igazi vadászokat, akik ölre mennek egy fogolyért, nyulat képtelenek eltalálni, mert az fut.
|  | Itt a vége a cselekmény részletezésének! |

## Fejezetek
A novella tizenkét számozott, cím nélküli fejezetből áll.

## Szereplők
- Szerző
- Bretinho, vadász
- Maximon, vadász
- Duvochel, vadász
- Matifah, vadász
- Ponclouet, vadász
- Csendőr

## Érdekességek
- Vannak emberek, kik a vadászokat nem szeretik és talán némileg igazuk is van. ... Vagy talán inkább onnan ered, hogy a nevezett vadászok, minden illő és nem illő alkalommal, bámulatos hőstetteiket szeretik elbeszélni?[4]

- A foglalkozásukra nézve sportmennek, kik azt hiszik, hogy a vadakat az Isten csak az ő számukra teremtette, ép úgy, mint a harmad- és negyedosztályu lövészek, az ügyesek ép úgy, kik találnak, a nélkül, hogy valóban czéloznának is, - mint az ügyetlenek, kik nagyon gondosan czéloznak, de nem találnak, - végül a par excellence kontárok, mindannyian egyforma buzgósággal készültek erre a nagy napra, szervezkedtek...[5]

- Duvauchelle kicsiny, vastag, ötvenöt és hatvan év között, oly süket, hogy saját puskája lövését is alig hallaná, de azért a legmakacsabb módon mégis magának igényli az összes kétes lövéseket. Igy már sokszor megtették vele, hogy egy vaktöltésü fegyverrel lövették egy döglött nyulra...[6]

- - No, mi baja e derék embernek? kérdé Maximon pártfogó hangon.

- Az ördögbe is, sörét van az arczában, feleltem én.
- Óh, ez nem baj! vélekedett Duvauchelle, épenséggel nem baj.
- De... mégis... igen... hebegett a paraszt, ki iszonyu torzításokkal igyekezett sebét fontosabbá, komolyabbá tenni.
- Óh, azt már tudtam, hogy kényes helyzetében az ember rendszerint valamelyik barátja nevét szokta bemondani. Ha most tagja lettem volna az amiensi akadémiának, okvetlenül valamely tudós társam nevét használtam volna fel. Beértem azonban azzal, hogy egy régi bajtársamat, egy ismert párisi zongorajátszót neveztem meg. A derék fiu e perczben bizonyára otthon ül és a negyedik ujjat gyakorolja, nem is sejtve, hogy vadászati kihágás miatt jegyzőkönyvbe veszik őt.[8]

- Ennyi izgatottságot és fáradalmat kellett ama nevezetes napon elszenvednem! Egy foglyot megöltem talán, egy fürjet is elejtettem talán, egy parasztot is megsebesitettem talán, de egy csendőrkalapot bizonyosan átlyukasztottam.[9]

## Magyar kiadások
- A zöld sugár, fordító: Zempléni P. Gyula, Eisler, Budapest, 1892. A novella A zöld sugár regénnyel egy kötetben jelent meg a Verne Gyula összegyűjtött munkái sorozatban. 1905-ben és 1929-ben újra kiadva.[10]
- Dráma Mexikóban / Költemények, Unikornis, Budapest, 2000, ISBN 9634273742